# Schiffschul

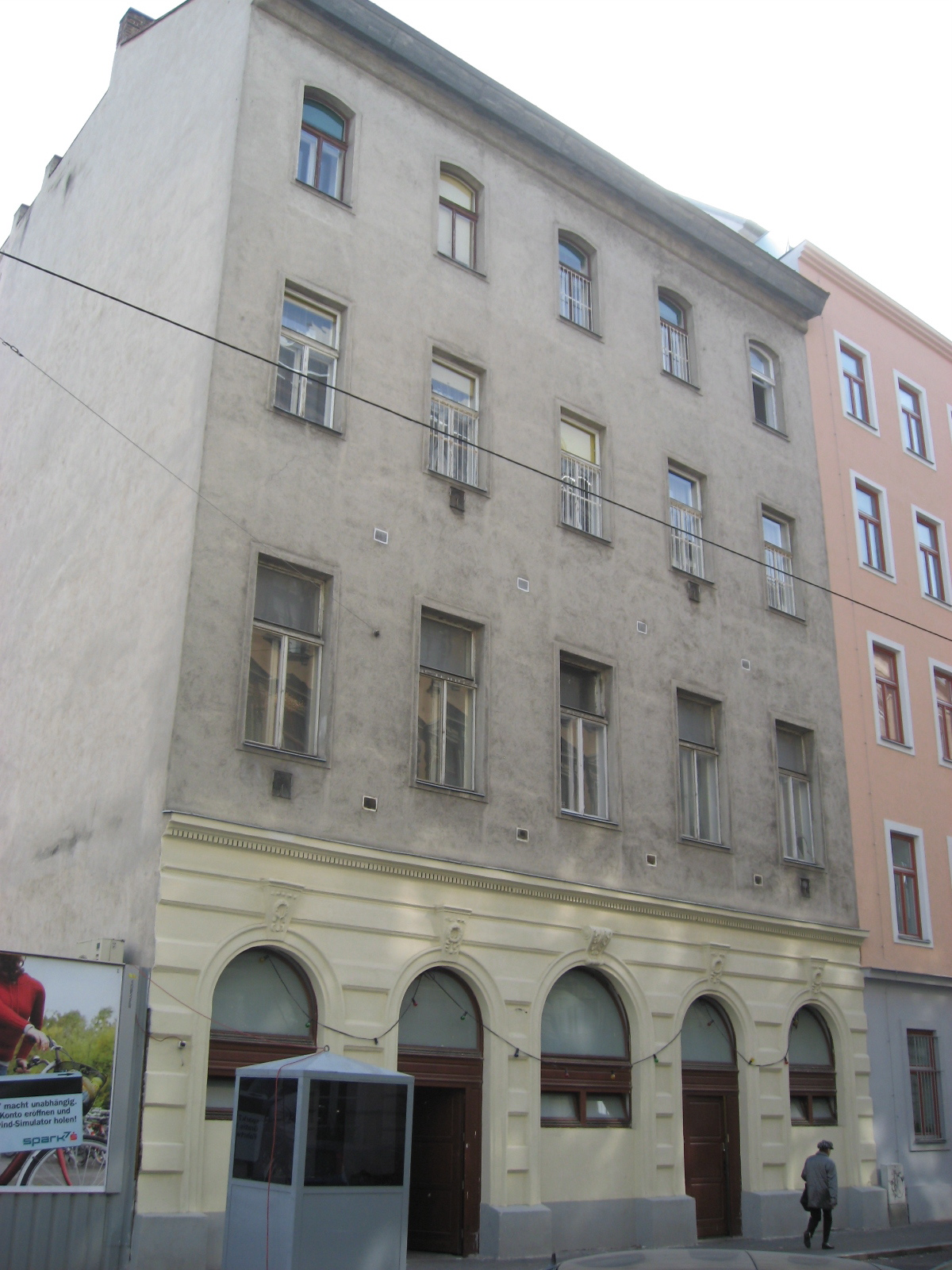
Gebäude, in dem die Schiffschul heute untergebracht ist

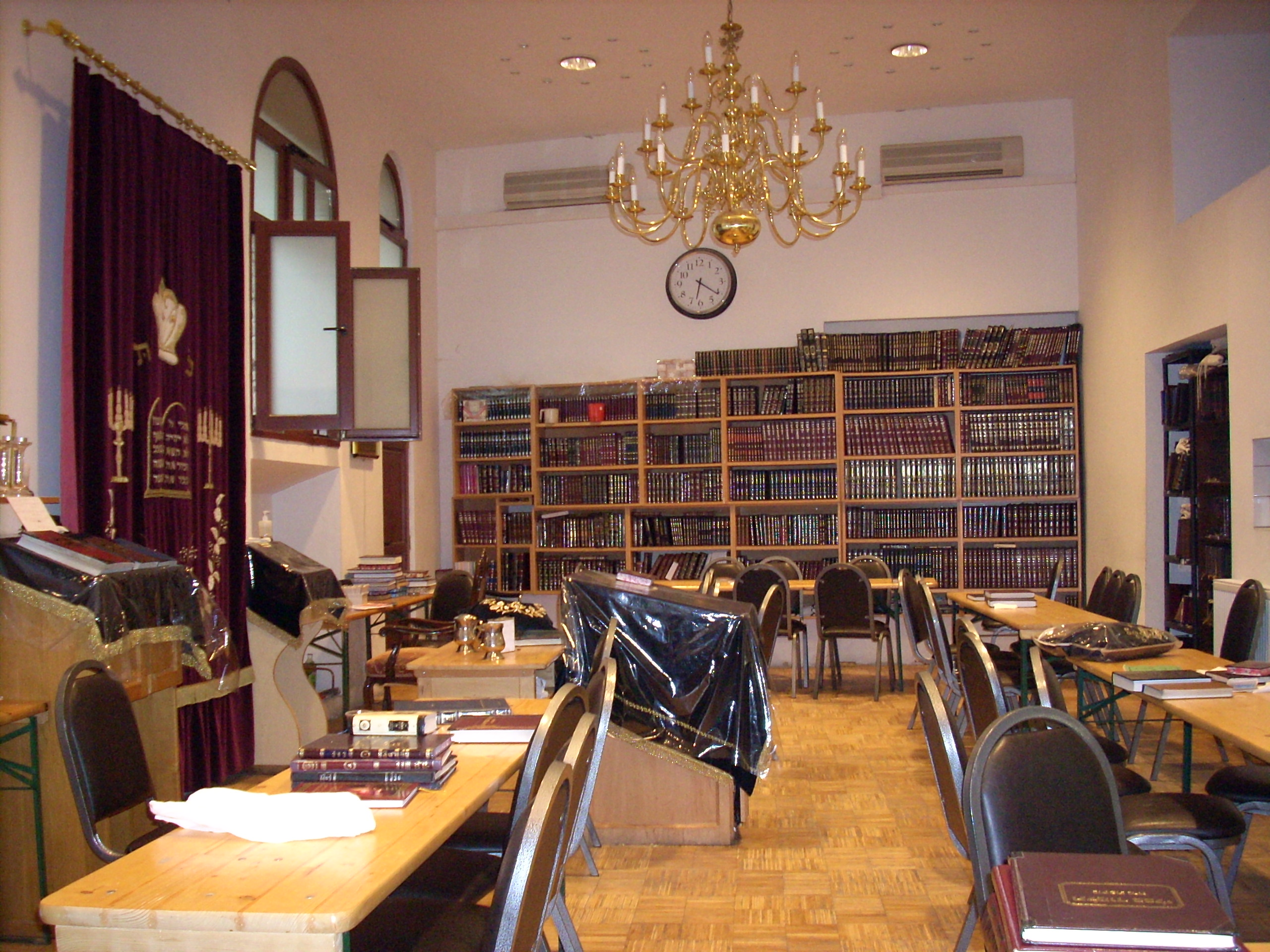
Gebetsraum der Wiener Schiffschul heute

Die sogenannte Schiffschul ist die Vereinssynagoge an der Großen Schiffgasse 8 im 2. Wiener Gemeindebezirk Leopoldstadt. Die Synagoge wird von der orthodoxen Gemeinschaft verwendet.
Die Synagoge ist in einem Zinshaus integriert und von außen als solche deshalb nicht erkennbar. Früher stand das Bethaus im Hof der Häuser Große Schiffgasse 8 und 10. Sie wurde während der Novemberpogrome 1938 zerstört.

## Geschichte
Die ursprüngliche Synagoge wurde in den Jahren 1858 bis 1864 errichtet. Es war ein einschiffiger, nahezu quadratischer Kuppelbau mit stilistischen Anleihen aus der byzantinischen Baukunst. Die feierliche Einweihung der 750 Sitzplätze (500 für Männer, 250 für Frauen) zählenden Synagoge erfolgte am 16. September 1864. Erster Rabbiner war Salomon (Binjomin Schlomo Salman) Spitzer, der ab 1853 für die im Entstehen befindliche Gemeinde tätig war. Zur Israelitischen Kultusgemeinde in Wien bestand stets ein gespanntes Verhältnis. 1872 legte Spitzer, dem ursprünglich sogar der Posten als Oberrabbiner der IKG-Wien angeboten worden wäre, sofern er von der traditionellen Orthodoxie Abstand nehme, alle Funktionen in der IKG zurück. Die Bitte um Erlaubnis zur Gründung einer eigenen (orthodoxen) Kultusgemeinde wurde 1874 seitens des zuständigen Ministeriums abgelehnt. Ab 1897 wurde die Schiffschul vom Verein „Adass Jisroel“ (Gemeinde Israels), der aus der Gemeinde heraus gegründet wurde, betreut.
Als de facto autonom verwaltete Kehilla beherbergte die Schiffschul verschiedene Einrichtungen, wie etwa die 1854 gegründet Wiener Talmud-Thora-Schule oder das von Spitzer gegründete „Beth Hamidrasch Tora Ez Chaim“. Zur Gemeinde zählte auch das Grundstück Nestroygasse 11, wo der Schulverein „Jesod Hatora“ tätig war und Kindergarten, Grundschule, Cheder und Jeschiwah untergebracht waren. An die Gemeinde angebunden waren weiters eine Mazzotbäckerei, Schwarz-, Weiß- und Zuckerbäckereien, zehn Fleischverschleißstellen und zwei Selchereien. Weiters wurde die „Volks- und Mittelstandsküche Einheit“ betrieben sowie ein „Krankenverein“ mit eigener Küche im AKH zur Versorgung jüdischer Patienten mit koscherem Essen in den Spitälern. Ferner zählte auch der Verein „Tomech Ewjomim“ zur Versorgung Armer und Kranker an Schabbabot und Feiertagen zur Gemeinde sowie einige weitere Initiativen.
Nach dem Anschluss im März 1938, insbesondere aber nach dem Novemberpogrom, bei dem die Schiffschul vollständig niedergebrannt wurde, emigrierte ein großer Teil der jüdischen Bevölkerung. Ein Teil der orthodoxen Gemeinde konstituierte sich im Emigrationsziel Williamsburg, New York im Jahr 1941 neu und ist bis heute als Vienner Community aktiv.
Zeitgleich wurden die Trägervereine der Synagoge und der Gemeinde, Adass Jisroel und Agudas Israel, aufgelöst. Die Schiffschul selbst, also die von ihr übrig gebliebenen Nebengebäude, wurde 1938 „arisiert“ und während des Krieges zur Uniformherstellung genutzt. Doch bereits 1945 versammelten sich die ersten, wenigen Rückkehrer rund um Rabbi Alter Simche, der unmittelbar nach Kriegsende in der Malzgasse 7 eine Betstube eingerichtet hatte, wieder in der ehemaligen Schiffschul. Nachdem Wien als Transitort für zahlreiche Displaced Persons diente, erhielt die Gemeinde Unterstützung von den Besatzungsmächten, vor allem von der US-amerikanischen, um den Orthodoxen unter ihnen eine vorübergehende Anlaufstelle bieten zu können. Nach einigen Schwierigkeiten wurden schließlich auch Adass Jisroel (als dessen Vereinspräsident Alter Simche gewählt wurde) und Agudas Israel als Rechtsnachfolger anerkannt (womit man sich gegen die IKG, die sich als alleiniger Nachfolger aller jüdischen Einrichtungen betrachtete, durchsetzte). 1955 wurden schließlich auch die Liegenschaften restituiert – mit Ausnahme der Liegenschaft in der Nestroygasse 11, die nach einer einseitigen Interpretation des Arisierungsaktes seitens des Bundesministers Krauland der ursprünglich „arisierenden“ Partei zugesprochen wurde.
Nach dem Tod von Rabbi Simche 1949, im Alter von 93 Jahren, folgte Rabbi Josef Israel Segelbaum aus Makov nach. Sein Sohn führte als Rabbiner auch die „Exil“-Schiffschul in New York. Segelbaum folgte 1952 Rabbiner Jechiel Mechel Neumann aus Serencz nach, der jedoch 1956 in die USA emigrierte. Ihm folgte der Neupester Rabbiner Eliezer Weiser nach, der bis zu seinem Tod im Amt blieb. Von 1960 bis 1970 war auch der Wolozer Rabbiner Jehoschua Lerner an der Schiffschul tätig. Gegenwärtiger Rabbiner von Adass Jisroel/Agudas Israel ist David L. Grünfeld, der aber nichts mit der Schiffschul zu tun hat. Rabbiner des im Haus untergebrachten Betverein Agudas Jeschurun ist Michoel Pressburger.
Seit 1955 ist auf Basis eines Abkommens mit Machsike Hadass deren Talmud-Thora-Schule in der Schiffschul untergebracht, bis die Schule in die jetzige Adresse Malzgasse zog, das Beth Hamidrasch „Tora Ez Chaim“ wurde wiederhergestellt.
1979 kamen einige jüdisch-iranische Flüchtlinge zur Gemeinde hinzu.
Seit dem Jahr 2000 ist auch der Betverein Khal Chassidim unter Oberrabbiner Avraham Yona Schwartz in der Schiffschul untergebracht. Auch eine Mikwe wurde bald darauf eröffnet.
Auf dem nach wie vor leer stehenden Grundstück der einstigen Synagoge, Große Schiffgasse 8–10, ist seit vielen Jahren ein neues Gemeindezentrum geplant, konnte jedoch bislang nicht verwirklicht werden.